# Guy Junior Régis
Guy Régis Jr, né à Port-au-Prince (Haïti) en avril 1974, est un écrivain, comédien et metteur en scène haïtien.  

## Biographie

### Enfance et formation
Guy Régis Jr évoque la figure de son père, dans un récit au titre explicite, Les cinq fois où j'ai vu mon père, qui fait partie du cycle de lectures organisé par RFI lors du festival d'Avignon 2018 : « Aujourd’hui encore à l’âge où je suis vieux, je ne cesse de le chercher. Depuis la cinquième fois où j’ai vu mon père, il a disparu. Il n’est bien sûr pas encore mort. Il est bien en vie, mon père. Il ne donne toujours pas de nouvelles. Mais tout semble aller. Il a pris sa retraite, vit comme vit un Occidental au repos. »  
En 2001, Guy Régis Jr fonde le Mouvement NOUS Théâtre (Troupe Nou), qui met en scène Service Violence Série en 2005. Dans un entretien avec Anaïs Heluin publié dans Le Point, l'artiste dit s'inspirer d'une part des arts de rue, notamment du carnaval et des groupes raras, « qui déambulent en musique dans les campagnes et dans les rues durant la semaine de Pâques, avec un jeu très marqué du visage », d'autre part « sur les principes de la biomécanique du metteur en scène russe Meyerhold (1874-1940) ».   

### Séisme de 2010 et conséquences littéraires
Le 12 janvier 2010 a lieu le terrible tremblement de terre qui secoue Haïti : le bilan est de 300 000 morts, 300 000 blessés et 1,2 million de sans-abris. Bien qu'à Ouagadougou, au Burkina Faso, au moment du drame, Guy Régis Jr. en est marqué, écrivant une œuvre sur le sujet : la pièce De toute la terre le grand effarement.
La pièce de théâtre est commandée par les organisateurs du festival d'Avignon en 2011, dans le cadre des sujets à vifs, au Jardin de la Vierge du lycée Saint-Joseph. Elle raconte l'histoire de deux femmes perchées sur une colline après une grande catastrophe, qui luttent non sans effroi pour vivre, pour survivre : « Elles ne terminent pas de parler. Elles ne terminent pas de se taire. Ne finiront jamais par tout dire. Comme jamais on ne finit jamais par tout dire au théâtre. Ressasser l'humaine condition. Le charme de la désolation. » Sur une composition sonore d'Alain Mahé, et dans une scénographie conçue par Velica Panduru, Ese Brume et Nanténé Traoré interprètent ces deux êtres en perdition imaginés par Guy Régis Jr.  
Son roman, paru en 2011, est qualifié par l'auteur de « roman à dire debout » ; il est publié aux éditions Vents d’ailleurs. Dans sa critique pour Le Monde diplomatique, la journaliste et docteur en sociologie Christine Tully-Sitchet évoque une langue « lancinante, concise, lyrique », qui « n’exprime pas que la désolation et la colère », mais aussi « l’attachement » pour la beauté d'une ville, probablement Port-au-Prince.  
Dans un entretien avec cette même Christine Tully-Sitchet, publié dans L'Humanité le 20 janvier 2012, soit deux années après le séisme, Guy Régir Jr. revient sur cette expérience : « Nous nous regardons rarement avec des yeux de chiens battus, mais au contraire toujours d’une allure digne. Peut-être en raison d’un ciel, d’une mer, de plantes, d’oiseaux... D’un passé et d’une histoire, très certainement. Est-ce parce que la grandeur de ce qui nous entoure se pavane devant nos yeux, et nous invite à la grandeur, nous aussi ? Comment va Haïti ? Cette question, si souvent posée aux « ambassadeurs forcés » que nous sommes, nous les artistes, même avant cet événement sans nom, il est toujours difficile d’y répondre. En tout cas, je ne sais jamais pour ma part comment. Car un retour sur ces terres me ressource toujours à quelque moment que ce soit. »  
Dans nombre d'ouvrages qui suivront, Guy Régis Jr. évoquera plus ou moins directement le séisme, ses conséquences politiques et sociales, l'inertie des gouvernants... Ainsi dans Reconstruction(s), le critique Frédéric Dieu observe que le pays dans lequel se situe l'action, bien que non mentionné explicitement, n'est pas sans rappeler Haïti, avec ses catastrophes naturelles et sa caste politicienne corrompue.

### Reconnaissance officielle
Directeur de la section théâtre de l’École nationale des arts de Port-au-Prince (2012-2014), il est depuis janvier 2014 le directeur artistique de l'association Quatre Chemins qui gère le festival de spectacle vivant du même nom, à Port-au-Prince, fondé en 2003 par Daniel Marcelin. Le festival Quatre Chemins était l’invité du festival des Francophonies en Limousin en 2016.  
En 2017, Guy Régis Jr. dirige un ouvrage collectif publié chez Gallimard sous le titre Une enfance haïtienne, qui rassemble des contributions de nombreuses personnalités : Bonel Auguste, Syto Cavé, Louis-Philippe Dalembert, Yanick Lahens, Kermonde Lovely Fifi, Kettly Mars, Emmelie Prophète, Évelyne Trouillot et Gary Victor.  
La même année, il crée sa nouvelle pièce Reconstruction(s) à Port-au-Prince, dont le texte est publié - comme la majorité de ses pièces - aux éditions des Solitaires Intempestifs. L'auteur met en scène une classique politique préoccupée d'elle-même, alors que le pays a été dévasté par les catastrophes naturelles (rémanence du séisme qui a frappé Haïti et marqué l'écrivain) et que le peuple a besoin de secours. Le critique Frédéric Dieu souligne le caractère explicitement loufoque de cette pièce, comme en témoigne son sous-titre « Bouffonnerie interactive » : « Le ton de la pièce est volontiers léger et loufoque, le genre comique et la mise en scène ponctuée de participations du public [...]. Le lecteur-spectateur se coule d’abord aisément dans tant de légèreté, dans cette ironie presque tendre pour un président de la République qui, depuis qu’il a été élu (cela fait quand même trois ans), passe le plus clair de son temps à lire, dans le but de « se reconstruire ». » Toutefois, derrière « l'humour noir ravageur », c'est bien à une double condamnation radicale que parvient l'auteur : l'inertie des gouvernants d'une part, le détournement de l'argent public à des fins privées d'autre part.  

### Autres réalisations
Dans son entretien, déjà cité, avec Christine Tully-Sitchet, Guy Régis Jr confie sa vision du théâtre : « Je crois dur comme fer que le théâtre peut aider à tout changer dans une cité. Qu’il peut être un guide, puisqu’il prêche toujours l’humanité. Je crois qu’il pourrait amener à rendre perfectibles les êtres humains. C’est peut-être une des rares choses dans laquelle je crois. Je crois aussi à la futilité de cet art, de tout art. Ce qui le rend noble à mes yeux. Et tout aussi indispensable. »
Cette écriture se déploie davantage dans l'Hexagone que dans son île natale, selon les mots rapportés par Gilles Costaz : « J’écris plus souvent en France, parce qu'en Haïti il est interdit d’être solitaire ».
Ses textes, qui rassemblent de la poésie, de la prose et en grande partie du théâtre, sont traduits en plusieurs langues. Guy Régis Jr est par ailleurs un traducteur en langue créole d’Albert Camus, de Maurice Maeterlinck, Marcel Proust et Bernard-Marie Koltès.  
Guy Régis Jr réalise des courts-métrages : Pays sauve qui peut (2001), Black out (2001), Epi (2010), Monsieur Le Président (2011).  

## Œuvres

### Théâtre
- La Trilogie des Dépeuplés : Étalé deux pieds devant (Le Père), L'amour telle une cathédrale ensevelie (Le Fils), Et si à la mort de notre mère (La Mère), Les solitaires intempestifs, 2022 https://www.solitairesintempestifs.com/ouvrages/2022-09/la-trilogie-des-depeuples-le-pere-lamour-telle-une-cathedrale-ensevelie-le-fils-la
- Men tonton makout vle tounen, théâtre inédit, 2020 http://sibellehaiti.com/men-tonton-makout-vle-tounen-et-mourir-tendre-pour-cloturer-en-beaute-la-5e-edition-du-festival-theatre-en-lisant/
- Les cinq fois où j'ai vu mon père, version théâtre inédit, 2020
- Quel dernier grand conflit pour satisfaire la haine entre les hommes, théâtre inédit, 2020 (https://www.youtube.com/watch?v=rHvnXvHRhEA&feature=emb_title)
- Goebbels, juif et footballeur, Les Solitaires Intempestifs, 2020 (ISBN 978-2-84681-611-3)
- Comme dans un film de Robert Bresson, Les Solitaires Intempestifs, 2020 (ISBN 978-2-84681-611-3)
- Reconstruction(s), Les Solitaires Intempestifs, 2018  (ISBN 978-2-84681-528-4)
- Mourir tendre, Les Solitaires Intempestifs, 2013 (sélection du prix SACD 2008)  (ISBN 978-2-84681-382-2)
- De toute la terre le grand effarement, Les Solitaires Intempestifs, 2011  (ISBN 978-2-84681-323-5)
- Moi, fardeau inhérent, Les Solitaires Intempestifs, 2011  (ISBN 978-2-84681-304-4)
- Incessants, Les Solitaires Intempestifs, 2011 (ISBN 978-2-84681-304-4)
- Le Père, Les Solitaires Intempestifs, 2011 (Prix ETC Beaumarchais du meilleur texte francophone)  (ISBN 978-2-84681-305-1)
- Noire nuit, théâtre inédit, 2010 (traduction et mise en scène, mars 2010, par Brigitte Bentolila - Alliance Française de Rio de Janeiro)
- La Mort de soi dans sa longue robe de mariée, théâtre inédit, 2009 (mise en scène en mars 2011 de Mélissa Simard - Université Laval, Québec)
- Bethsabée ou Experimental Betty, théâtre inédit, 2008-2011(lecture en septembre 2011 dirigée par Catherine Boskowitz - Centre national des arts, Ottawa)
- Service Violence Série, théâtre inédit, 2001-2005 (tournée France, Belgique, États-Unis, Santo-Domingo...)

### Poésie
- Powèm entèdi ak lòt powèm, Legs Edition, Port-au-Prince, 2020
- Powèm entèdi, Legs Edition, Port-au-Prince, 2016
- Le Temps des Carnassiers, 2000 (lauréat du prix Jean Brierre de poésie - Dakar, Port-au-Prince)

### Romans
- L'homme qui n'arrête pas d'arrêter, Roman, Lattès, 2023
- Les cinq fois où j'ai vu mon père, Récit, Gallimard, 2020 (Coll. Haute Enfance)[12]
- Le Trophée des capitaux, Roman, Editions Vents d'ailleurs, La Roque-d’Anthéron, 2011

### Divers
- Une enfance haïtienne, texte collectif, Gallimard, 2017
- Ida, éditions Rivarticollection, New York, 2006 ; éditions Vents d'Ailleurs, 2013 (traduit en espagnol, en hongrois, en allemand et en roumain)
- Incessants (fiction), Les Solitaires Intempestifs, 2007 (traduit en espagnol et en anglais)

## Mise en scène/Création
- 2025 : La Bible du déboulonnement/Les chiens ne dorment jamais, de Guy Régis Jr, Ecole nationale de Théâtre du Canada
- 2024 : Vwa Moun(La voix humaine), de Jean Cocteau, Festival 4 chemins, Port-au-Prince
- 2023 : Yon vil pou demen, de Guy Régis Jr, Festival 4 chemins, Port-au-Prince
- 2022 : Lanmè sal, de Guy Régis Jr, Festival 4 chemins, Port-au-Prince
- 2022 : L'Amour telle une cathédrale ensevelie, de Guy Régis Jr, Festival Zébrures d'Automne sept-oct., La Tempête nov-déc
- 2022 : Les cinq fois où j'ai vu mon père de Guy Régis Jr, Théâtre Ouvert/Nanterre Amandiers
- 2022 : Quel dernier grand conflit pour satisfaire la haine entre les humains, de Guy Régis Jr, dramaturgie sonore et spatiale, Villa Medicis
- 2021 :  Yon vil pou fanm, de Guy Régis Jr théâtre inédit, Festival 4 Chemins, 2021
- 2020 : Refleksyon balistik de Laurent Van Wetter, mise en scène de Guy Régis Jr assisté de Daphné Ménard
- 2020 : Men tonton makout vle tounen de Guy Régis Jr, mise en scène de l'auteur
- 2019 : L'Amiral, de Syto Cavé, mise en scène de Guy Régis Jr sous la commande de Rolando Etienne
- 2018 : Poésie Pays récital à partir de divers poèmes et musiques
- 2018 : NEV, dramaturgie sonore et spatiale, en collaboration avec Hélène Lacroix, entrée dans la collection permanente du Musée du Nouveau Monde (La Rochelle), puis au Musée Nouvelle Aquitaine de Bordeaux
- 2017 : Reconstruction(s) de Guy Régis Jr, mise en scène de l'auteur, Festival 4 chemins
- 2015 : L'Acte inconnu de Valère Novarina, Limoges[13] mise en scène de Valère Novarina, collaboration Guy Régis Jr
- 2014 : Dezafi d’après le roman de Franketienne adaptation et mise en scène de Guy Régis Jr
- 2012 : De toute la terre le grand effarement, performance sonore et voyage en bus à travers la ville de Port-au-Prince
- 2011 : De toute la terre le grand effarement de Guy Régis Jr, Festival d’Avignon, les Sujets à Vif
- 2010 : Moi, fardeau inhérent de Guy Régis Jr, Tarmac de la Villette
- 2007 : Amour, colère et folie, de Marie Chauvet, mise en voix à Fokal
- 2007 : Nous ne leur pardonnerons pas, mise en scène des poèmes de Jacques Roumain
- 2006 : Allah n’est pas obligé, d’Ahmadou Kourouma, mise en voix à la Fokal
- 2005 : Monsieur Bonhomme et les incendiaires de Max Frisch, mise en scène en collaboration avec Lorrainne Mangonès
- 2004 : Service Violence Série de Guy Régis Jr, Port-au-Prince, Bruxelles, Liège, Santo Domingo, Washington
- 2001 : Bobomasouri de Franketienne, adaptation et mise en scène dans les Universités de Port-au-Prince
- 2000-2004 : MOUVMAN NOU : interventions performatives de la Troupe Nou dans les rues de Port-au-Prince
- 1999: Les tambours du soleil de René Philoctète, interprétation et mise en scène en collaboration avec Faubert Bolivar